# SPD Berlin
Die SPD Berlin (offiziell: Sozialdemokratische Partei Deutschlands [SPD], Landesverband Berlin) ist der Landesverband und zugleich Bezirk der Sozialdemokratischen Partei Deutschlands im Stadtstaat Berlin.

## Geschichte

### Die Berliner SPD zu Beginn des 20. Jahrhunderts
Die zahlreichen Arbeiterbezirke im Berliner Zentrum und die Arbeiterhochburgen Prenzlauer Berg, Lichtenberg, Boxhagen-Rummelsburg und Wedding hatten frühzeitig eigene Ortsvereine oder Bezirksverbände gegründet, die in nummerierte Abteilungen gegliedert waren. Die Leitungen sahen ihre Aufgaben in der Verbreitung des sozialistischen Gedankenguts vor allem von August Bebel oder Wilhelm Liebknecht unter den Berliner Einwohnern. Es wurden Marxistische Arbeiterschulen (MASch) gegründet, die sich jedoch nicht nur mit historischen oder aktuellen politischen Inhalten befassten, sondern auch über medizinische Themen, den Fortschritt in Technik und Naturwissenschaften und natürlich Gemeindeangelegenheiten diskutierten. Man engagierte sich bei den jährlichen Feiern zum Ersten Mai und anlässlich von Wahlen in der deutschen Hauptstadt. Nach dem Zusammenschluss ehemaliger Berliner Nachbarstädte und Alt-Berlin zur Gemeinde Groß-Berlin entstand der VSPD Bezirk Groß-Berlin.

### SPD-Wahlergebnisse in der Weimarer Republik
| Wahl zur Stadtverordnetenversammlung | SPD-Ergebnis | Sitze |
| ------------------------------------ | ------------ | ----- |
| 1919 (Alt-Berlin)                    | 31,8 %       | 46    |
| 1920 (Groß-Berlin)                   | 17,2 %       | 39    |
| 1921                                 | 20,5 %       | 46    |
| 1925                                 | 32,6 %       | 72    |
| 1929                                 | 28,4 %       | 64    |
| 1933                                 | 22,0 %       | 50    |

Nach der Novemberrevolution 1918 wurde die Berliner Stadtverordnetenversammlung erstmals in allgemeinen Wahlen bestimmt. Die SPD schnitt bei den Wahlen in den Jahren 1921 bis 1929 als stärkste Partei ab. Hochburgen der Partei waren die Bezirke Wedding, Prenzlauer Berg, Friedrichshain, Kreuzberg, Spandau, Tempelhof, Neukölln, Treptow, Lichtenberg, Weißensee, Pankow und Reinickendorf, wo Ergebnisse über 30 % erzielt wurden.

### Neugründung nach 1945 und SED-Gründung
Nachdem die Alliierten unmittelbar nach dem Ende des Zweiten Weltkriegs alle deutschen Parteien und Massenorganisationen verboten hatten, konnte sich der SPD-Bezirksverband (Groß-)Berlin am 15. Juni 1945 wieder gründen. Ein im späteren sowjetischen Sektor von Berlin angesiedelter Zentralausschuß veröffentlichte am 15. Juni 1945 einen Aufruf zur (Neu-)Gründung der SPD im Reich. Am 19. Juni 1945 wurden Max Fechner, Erich Gniffke und Otto Grotewohl zum ersten Vorstand gewählt. Die Berliner Bezirksorganisation bildete sich von unten durch die Gründungen auf Unterbezirksebene. Am 9. August 1945 wurde auf dem ersten regulären Parteitag Hermann Harnisch als erster und Werner Rüdiger als zweiter Vorsitzender gewählt. Auch der Bezirksparteitag am 25. November 1945 bestätigte diese Wahl. Der Zentralausschuss stand in Konkurrenz zum Büro Dr. Schumacher, das von Hannover aus in den westlichen Besatzungszonen den Wiederaufbau der SPD betrieb.
Die innerparteiliche Diskussion in der Partei beherrschte in den ersten Monaten die Frage des Umgangs mit der Kommunistischen Partei Deutschlands (KPD). Während in der Sowjetischen Besatzungszone (SBZ) die Zwangsvereinigung von SPD und KPD zur SED durchgesetzt wurde, konnte die SMAD diese Vereinigung in der Viersektorenstadt Berlin nicht erreichen. Die SPD Berlin beschloss eine Urabstimmung über die Vereinigung. Diese erbrachte nur in den Westsektoren ein Ergebnis, weil im Sowjetischen Sektor Sowjetsoldaten die Wahllokale wenige Stunden nach ihrer Eröffnung schlossen und die Wahlurnen beschlagnahmten.

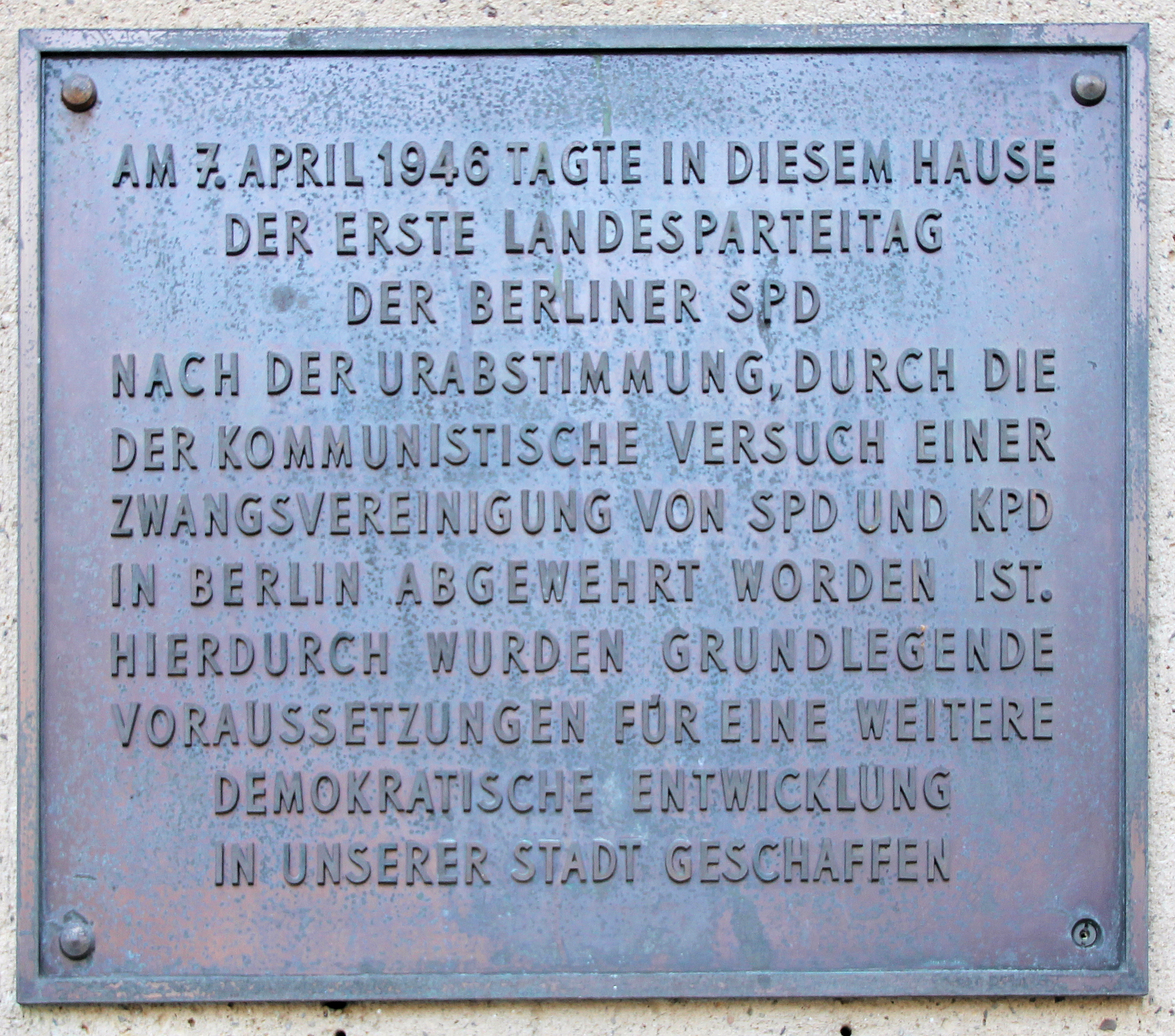
Gedenktafel für den Landesparteitag in der Zinnowwald-Schule in Berlin-Zehlendorf

Diese Abstimmung am 31. März 1946 erbrachte eine überwältigende Ablehnung der sofortigen Vereinigung von 82 % der Teilnehmer. Gleichzeitig sprachen sich über 60 Prozent für eine enge Zusammenarbeit mit der KPD aus.
Ein am 7. April 1946 durchgeführter Parteitag der SPD in Berlin-Zehlendorf wurde von den Anhängern des Zentralvorstands boykottiert. Sie führten dagegen am 13. April 1946 in Berlin-Mitte einen eigenen Parteitag durch und wählten 35 Mitglieder des SED-Vorstandes von Groß-Berlin.
Da die Tätigkeit der Parteien weiterhin der Kontrolle der Besatzungsbehörden unterlag, entschied der Kontrollrat auf Antrag der SPD nach langen Beratungen am 31. Mai 1946, in ganz Groß-Berlin sowohl SED als auch SPD zuzulassen und wies an, dass die Mitglieder jeweils frei entscheiden sollten, welcher Partei sie künftig angehören wollten. Das bedeutete aber nicht, dass die SPD im Ostsektor ungehindert politisch aktiv sein konnte. Die Parteiarbeit der SPD wurde dort durch Einschüchterung, mangelnde Papierzuteilung und administrative Schikanen behindert.

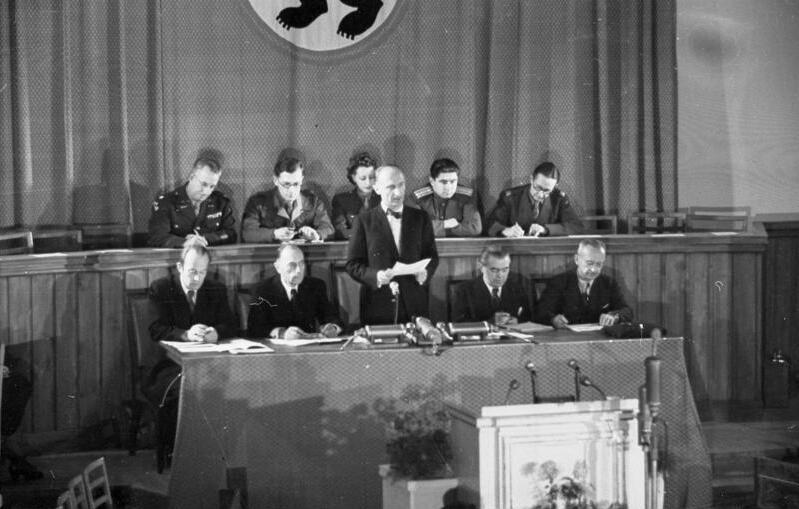
Stadtverordnetenvorsteher Otto Suhr bei seiner Antrittsrede 1946, im Hintergrund die Vertreter der vier Alliierten

Bei der Wahl der Stadtverordnetenversammlung von Groß-Berlin im Oktober 1946, bei der neben der SED auch die SPD antrat, errang die SPD bei einer Wahlbeteiligung von 92,3 % aller Wahlberechtigten einen Stimmenanteil von 48,7 % gegenüber der SED mit 19,8 %, die CDU errang als Mitbewerber 22,2 % und die Liberaldemokratische Partei (LDP) 9,3 %. Otto Suhr (SPD) wurde zum Präsidenten der Berliner Stadtverordnetenversammlung gewählt.
Seit dem Jahr 1947 hatte die Verfolgung der demokratischen Parteien und Politiker durch die SMAD im sowjetischen Sektor eine immer höhere Intensität angenommen. Im Oktober 1947 wurde Wilhelm Mardus, der Bürgermeister Friedrichshains, wegen „Sabotage von Holzlieferung“ abberufen. Ella Kay, die Leiterin des Bezirksamtes Prenzlauer Berg, wurde nach Krawallen von SED-Sympathisanten in der Bezirksversammlung Anfang Dezember am 8. Dezember 1947 aus dem Amt entfernt. Am 11. März 1948 beschloss die Stadtverordnetenversammlung mit den Stimmen der demokratischen Parteien einen Protest gegen die Behinderung der Arbeit der demokratischen Parteien im Ostsektor der Stadt.

### Teilung Berlins
Nach der Beendigung der gemeinsamen Arbeit der Alliierten Kommandantur Berlin am 16. Juni 1948 durch den Auszug des sowjetischen Stadtkommandanten und die Berlin-Blockade brachte die SED auch die Arbeit der Berliner Stadtverordnetenversammlung, deren Tagungsort im Ostsektor lag, zum Erliegen. Die einheitliche Kommunalverwaltung in Ost und West zerbrach, nachdem die sowjetische Besatzungsmacht den vom Magistrat im Juli 1948 abgesetzten Polizeipräsidenten Paul Markgraf (SED) im Ostsektor weiteramtieren ließ. Dieser hatte im Sowjetsektor alle „nichtkommunistisch“ organisierten Angestellten der Polizei entlassen und war dafür verantwortlich, dass die Polizei die Besetzung des Tagungsgebäudes der Stadtverordnetenversammlung durch SED-gesteuerte Randalierer tatenlos hinnahm. Die Stadtverordnetenversammlung verlegte daraufhin im September 1948 ihren Sitz in den britischen Sektor, was die SED-Fraktion boykottierte.
Am 30. November 1948 erklärten die 23 Stadtverordneten der SED gemeinsam mit etwa 1.600 zusammengetrommelten Anhängern des kommunistisch beherrschten Demokratischen Blocks den Magistrat für abgesetzt. Die Versammlung bildete einen provisorischen demokratischen Magistrat unter Kontrolle der SED und ging auseinander. Die sowjetische Besatzungsmacht erkannte sofort den Demokratischen Magistrat als einzig legitime Regierung für ganz Berlin an.

### Die SPD in Ost-Berlin
In Folge entließ der Demokratische Magistrat in Ost-Berlin ab 30. November 1948 rund 2000 Magistratsangestellte; davon waren rund 55 % SPD-Mitglieder. Der nun nur noch in West-Berlin regierende Berliner Magistrat entließ entsprechend die noch verbliebenen SED-Verwaltungsangestellten.
Der Landesausschuss der SPD Groß-Berlin legte am 18. Dezember 1948 mit Bezug auf die vom Ost-Berliner Magistrat geforderten Loyalitätserklärungen fest: „Kein Sozialdemokrat kann den Stadtsowjet im Ostsektor anerkennen“ und bestätigte am 26. Februar 1949: „Der Landesausschuss vertritt die Auffassung, daß der anhaltende Abbau der Selbstverwaltung durch den Stadtsowjet eine weitere Mitarbeit von Sozialdemokraten in öffentlichen Funktionen des Ostsektors unmöglich macht.“
Neben den Entlassungen griff die SED auch zum Instrument der Ausweisung: So wurde im März 1949 Kurt Exner, der vorherige Bezirksbürgermeister, aus seiner Wohnung in Prenzlauer Berg verwiesen.
Organisatorisch blieb die Berliner SPD in Ost und West ein gemeinsamer Landesverband mit zwölf Kreisverbänden im Westen und acht im Osten. Die Kreisverbände im Osten mussten jedoch massive Einschränkungen ihrer Arbeit hinnehmen. So war der Partei weder Kundgebungen, eine Teilnahme an Wahlen noch eine Öffentlichkeitsarbeit möglich.
Die SPD Berlin bemühte sich demonstrativ, ihren Vertretungsanspruch für ganz Berlin deutlich zu machen. So erhielt jeder der acht Kreisverbände im Osten einen oder zwei Patenverbände im Westteil der Stadt. Diese Kreisverbände stellten bei den Wahlen zur Stadtverordnetenversammlung 1948 bzw. zum späteren Abgeordnetenhaus auch Kandidaten aus den acht Ost-Berliner Kreisen auf sicheren Listenplätzen auf.
Beispielsweise wurde der Friedrichshainer Kreisvorsitzende Kurt Neubauer 1952 zum Mitglied des Deutschen Bundestages ernannt, dem zu dieser Zeit einzigen mit Wohnsitz im sowjetischen Machtbereich. Margarete Berger-Heise, die Kreisvorsitzende von Weißensee, wurde später ebenfalls als Mitglied im Abgeordnetenhaus in den Bundestag entsandt. Ebenfalls Mitglied im Abgeordnetenhaus war Rudi Müller, der Kreisvorsitzende der SPD Lichtenberg, der sein Mandat als in Neukölln gewählter Abgeordneter erhielt.
Im Jahr 1948 wurde mit der Sozialistischen Aktion eine SED-nahe innerparteiliche Opposition gegen den Westkurs in der Landespartei gegründet. In den 1950er Jahren nahm der Druck auf die SPD in Ost-Berlin weiter zu. Anfang 1952 schloss die SED-Führung die Kreisbüros der SPD in Ost-Berlin. Diese Maßnahme führte zu einem massiven Presseecho im Westen. Um die negative Öffentlichkeitswirkung zu begrenzen, wurden die Kreisgeschäftsstellen wieder freigegeben und die Maßnahme in der DDR-Propaganda als westliche Lüge dargestellt.
1953 wurden die Sozialdemokraten mit einer Verhaftungswelle eingeschüchtert. Verhaftet und misshandelt wurden z. B. der Kreissekretär Herbert Mießner aus Weißensee, der wegen „nationalsozialistischer Propaganda und Verbreitung von Hetzschriften“ zu drei Jahren Gefängnis verurteilt wurde, und der 71-jährige Gewerkschafter Otto Hildebrandt aus Prenzlauer Berg, der zu zwei Jahren und sechs Monaten Gefängnis wegen „friedensgefährdender faschistischer Propaganda“ verurteilt wurde und in der Haft starb.
Neben den Verhaftungen blutete die Partei durch eine Vielzahl von Mitgliedern aus, die zur Flucht in den Westen gezwungen wurden. Den Höhepunkt hatte die Fluchtwelle nach dem gescheiterten Aufstand des 17. Juni 1953. Aber auch in den Folgejahren ebbte die Fluchtbewegung nicht ab. So wurden 140 Mitglieder im Jahr 1958 aus Ost-Berlin gezählt, die in den Westen flüchteten.
Die SPD stand im Fokus der Beobachtung durch das Ministerium für Staatssicherheit. Im Jahr 1957 waren elf hauptamtliche Mitarbeiter in der Abteilung V, Referat SPD der Stasi, mit der Beobachtung beschäftigt.
Um eine Unterwanderung der Partei zu verhindern, verlangte die Ost-Berliner SPD bei Neueintritten einen, später zwei und sogar drei Bürgen. Bedingt durch die massive Verfolgung, die Flucht und die geringen Möglichkeiten der Neueintritte sank die Zahl der Parteimitglieder kontinuierlich. Stiegen die Mitgliederzahlen von 9641 im Juni 1946 bis zum März 1947 noch auf 15.019, sanken sie zum 30. Juni 1948 auf 14.928, zum 31. Dezember 1952 auf 7.621 und zum 30. Juni 1961 auf 5.237.
In Ost-Berlin erlaubte die Besatzungsmacht erst ab 1952 Wahlen zu einer separaten Stadtverordnetenversammlung in Form einer Abstimmung über eine Einheitsliste des Demokratischen Blocks, in der die Berliner SPD nicht vertreten war. Mit dem Mauerbau am 13. August 1961 endete die Möglichkeit einer offiziellen Arbeit der SPD in Ost-Berlin. Die Kreisbüros der SPD wurden von den Machthabern geschlossen, die Partei verboten. Am 29. Mai 1961 fand die letzte Sitzung des gemeinsamen Landesvorstandes in Berlin-Lichtenberg statt.
Am 23. August 1961 beschloss der Landesvorstand der SPD:

„Die Maßnahmen seit dem 13. August haben es den Funktionären und Mitgliedern der SPD im Ostsektor unmöglich gemacht, mit der Gesamtorganisation […] die Verbindung aufrechtzuerhalten.“

Die Schließung der Kreisbüros und die Repressalien und Erpressung führten dazu, dass die Mitglieder der SPD im Ostsektor in eine „für sie unhaltbare Lage“ gekommen sind. Die acht Kreisverbände wurden für aufgelöst erklärt und die Mitglieder aus ihren Pflichten gegenüber der Partei entlassen. Die SPD behielt sich das gemäß Viermächtestatus bestehende Recht auf Neugründung vor. Der Beschluss endete mit den Worten „Wir danken allen. Wir vergessen keinen. Wir vergessen nichts.“
Um den Kontakt zu den Sozialdemokraten jenseits der Mauer aufrechtzuerhalten und humanitäre Hilfe bei Verfolgung zu leisten, bestand von 1961 bis 1989 ein Ostbüro der SPD in West-Berlin. 600 Sozialdemokraten bezogen sich bei ihrem Eintritt in die neu gegründete SDP in der DDR 1989/1990 noch auf ihre damalige SPD-Mitgliedschaft in der SPD Ost-Berlin.

### Die SPD in West-Berlin
Die von allen Fraktionen der Stadtverordnetenversammlung beschlossene Neuwahl am 5. Dezember 1948 konnte nur in den Westsektoren stattfinden. In Ost-Berlin hatte die SMAD sie untersagt. Die SPD gewann die Wahl unter dem Eindruck von Blockade und Luftbrücke mit 64,5 % der Stimmen. Auch bei der Wahl zum Abgeordnetenhaus im Dezember 1950 wurde die SPD mit 44,7 % der Stimmen noch stärkste Partei. Als Hauptgrund der massiven Verluste wurde das vorläufige Abebben der politischen Spannung in Berlin nach dem Ende der Blockade ebenso angesehen wie erhebliche Flügelstreitigkeiten innerhalb der SPD. Ab 1988 verlieh die Gleichstellungsstelle der SPD-Fraktion im Abgeordnetenhaus den Negativpreis „Chauvi des Jahres“.
Mitgliederentwicklung
- Juni 1946: 00000039.000 Mitglieder
- März 1947:00000054.000 Mitglieder
- Juni 1948: 00000055.306 Mitglieder
- Dezember 1952: 039.909 Mitglieder
- Juni 1961: 00000038.723 Mitglieder

Während der Teilung Berlins befand sich der Landesverband Berlin nur in West-Berlin.

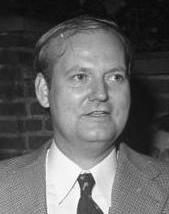
Dietrich Stobbe, Regierender Bürgermeister (1977–1981)

Ernst Reuter wurde im Jahr 1948 zum Oberbürgermeister von West-Berlin gewählt, seit 1950 führte er den Titel Regierender Bürgermeister. Bis 1981 war die SPD mit Ausnahme der Jahre 1953–1955 ununterbrochen in Regierungsverantwortung. Die SPD unter dem Regierenden Bürgermeister Willy Brandt sprach sich in den 1950er und 1960er Jahren gegen die Teilung Berlins aus.
Im Jahr 1980 bestimmte die Garski-Affäre das politische Geschehen in Berlin. Ende des Jahres wurde der Bauunternehmer Dietrich Garski zahlungsunfähig und das aus einer Bürgschaft in Anspruch genommen, deren Kosten rund 100 Millionen D-Mark betrugen. Dietrich Stobbe trat in der Folge als Regierender Bürgermeister zurück, woraufhin Hans-Jochen Vogel zum Nachfolger gewählt wurde. Bei den vorgezogenen Wahlen zum Abgeordnetenhaus am 10. Mai 1981 verlor die SPD die zuvor mit der FDP gebildete Regierungsmehrheit; der CDU-Politiker Richard von Weizsäcker wurde in der Folge zum neuen Regierenden Bürgermeister gewählt.
Mit der deutschen Wiedervereinigung 1990 ging die Ost-SPD mit der West-SPD wieder zusammen. Es gründete sich ein neuer Landesverband Berlin.

## Landesverband

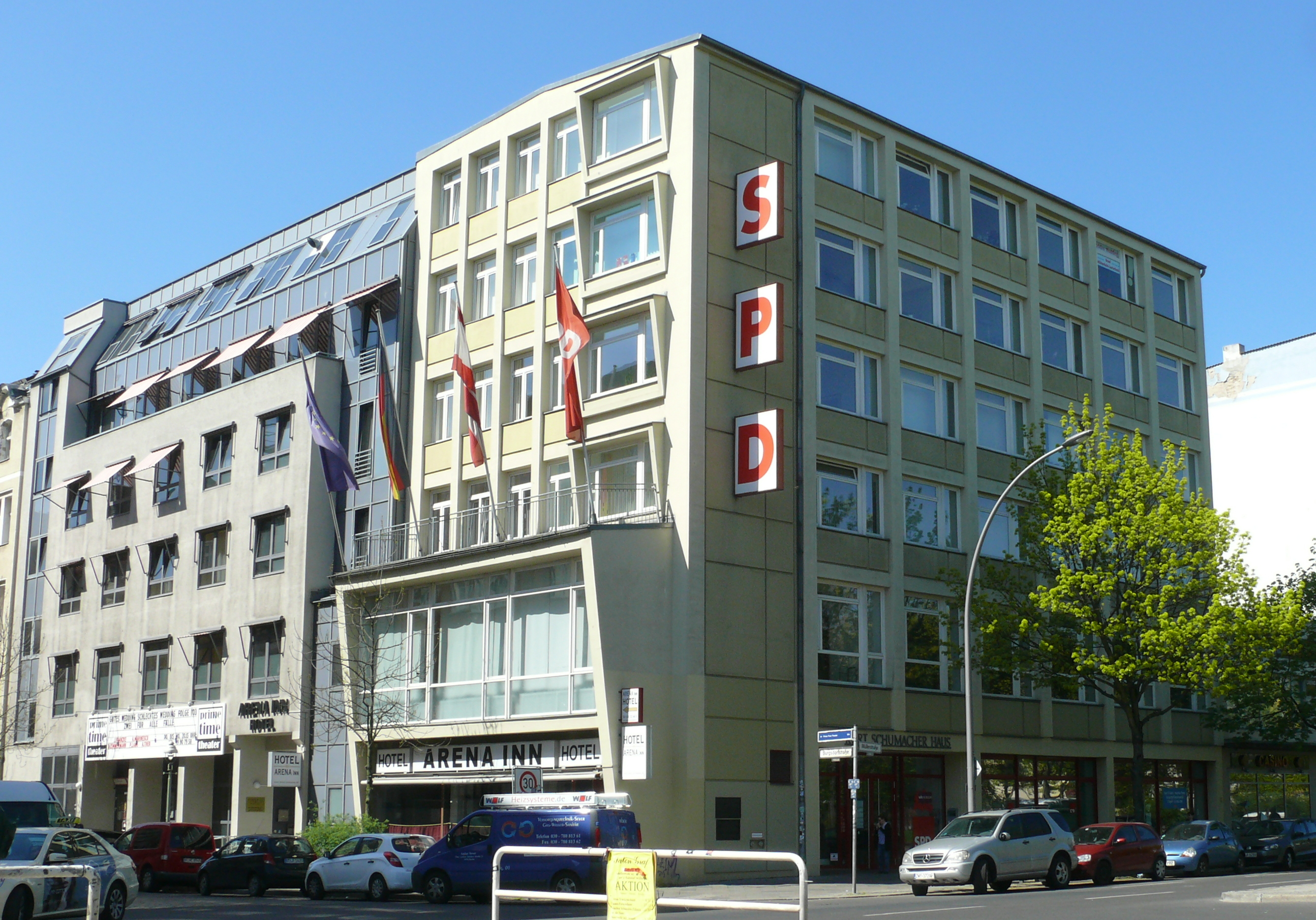
Kurt-Schumacher-Haus in Berlin-Wedding, Sitz der SPD Berlin

### Landesvorsitzende
| Jahre     | Vorsitzender                            |
| 1945–1946 | Hermann Harnisch                        |
| 1946–1958 | Franz Neumann                           |
| 1958–1963 | Willy Brandt                            |
| 1963–1968 | Kurt Mattick                            |
| 1968–1977 | Klaus Schütz                            |
| 1977–1979 | Gerd Löffler                            |
| 1979–1981 | Dietrich Stobbe                         |
| 1981      | Peter Glotz                             |
| 1981–1985 | Peter Ulrich                            |
| 1985–1986 | Jürgen Egert                            |
| 1986–1992 | Walter Momper                           |
| 1992–1994 | Ditmar Staffelt                         |
| 1994–1999 | Detlef Dzembritzki                      |
| 1999–2004 | Peter Strieder                          |
| 2004–2012 | Michael Müller                          |
| 2012–2016 | Jan Stöß                                |
| 2016–2020 | Michael Müller                          |
| 2020–2024 | Franziska Giffey und Raed Saleh         |
| seit 2024 | Nicola Böcker-Giannini und Martin Hikel |

### Gliederung
Die SPD Berlin gliedert sich in Kreise, die den Verwaltungsbezirken des Landes Berlin entsprechen. Die Kreise entsenden Delegierte an den Landesparteitag. Innerhalb der Kreise untergliedert sich die Partei auf örtlicher Ebene in Abteilungen. Die Abteilungen wählen alle zwei Jahre einen Abteilungsvorstand, der die Parteiarbeit an der Basis leitet. Außerdem wählen die Abteilungen Delegierte, die die Abteilung auf Kreisdelegiertenversammlungen vertreten.
Neben den Abteilungen gliedert sich die Partei in thematische Arbeitsgemeinschaften.
→ Siehe: Sozialdemokratische Partei Deutschlands#Arbeitsgemeinschaften
| Kreis                      | Abteilungen | Vorstand                              |
| -------------------------- | ----------- | ------------------------------------- |
| Charlottenburg-Wilmersdorf | 14          | Heike Hoffmann, Kian Niroomand        |
| Friedrichshain-Kreuzberg   | 7           | Cornelius Brandmiller, Sevim Aydin    |
| Lichtenberg                | 6           | Erik Gührs, Tamara Lüdke              |
| Marzahn-Hellersdorf        | 7           | Marion Hoffmann, Gordon Lemm          |
| Mitte                      | 15          | Annika Klose, Yannick Haan            |
| Neukölln                   | 8           | Mirjam Blumenthal, Fabian Fischer     |
| Pankow                     | 13          | Dennis Buchner, Rona Tietje           |
| Reinickendorf              | 9           | Gilbert Collé                         |
| Spandau                    | 9           | Raed Saleh                            |
| Steglitz-Zehlendorf        | 9           | Ruppert Stüwe                         |
| Tempelhof-Schöneberg       | 6           | Wiebke Neumann, Kubilay Yalcin        |
| Treptow-Köpenick           | 12          | Ellen Haußdörfer, Christopher Jäschke |

## Regierende Bürgermeister

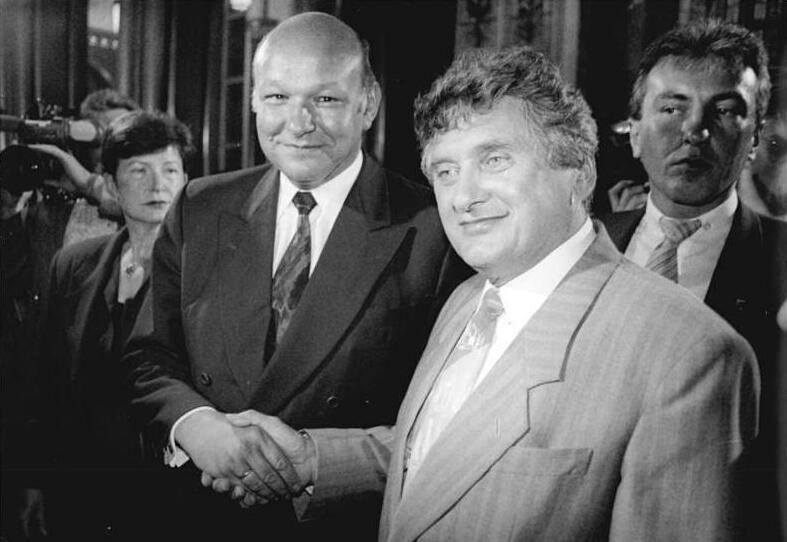
Der Regierende Bürgermeister Walter Momper und Oberbürgermeister Tino Schwierzina, 1990

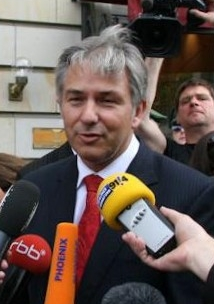
Klaus Wowereit

Die SPD stellte in Berlin folgende Regierenden Bürgermeister:
- Ernst Reuter (1951–1953: im Amt verstorben, Koalition mit CDU und FDP)
- Otto Suhr (1955–1957: im Amt verstorben, Koalition mit CDU)
- Willy Brandt (1957–1966: Koalition mit CDU, ab 1963 mit FDP, Rücktritt infolge seiner Berufung zum Bundesaußenminister Vizekanzler im Kabinett Kiesinger)
- Heinrich Albertz (1966–1967: Koalition mit FDP, Rücktritt infolge des Todes von Benno Ohnesorg beim Staatsbesuch des Schahs von Persien)
- Klaus Schütz (1967–1977: Koalition mit FDP, 1971–1975: Alleinregierung, Rücktritt nach mehreren Finanzskandalen)
- Dietrich Stobbe (1977–1981: Koalition mit FDP bis zum Rücktritt nach der Garski-Affäre)
- Hans-Jochen Vogel (1981: Koalition mit FDP, Amtsverlust nach Wahlniederlage)
- Walter Momper (1989–Wiedervereinigung: Koalition mit AL)
- Walter Momper (1990–1991: zusammen mit dem bisherigen Magistrat von Ost-Berlin, bis 19. November 1990: Koalition mit AL, danach Minderheitsregierung, Amtsverlust nach Wahlniederlage)
- Klaus Wowereit (2001–2014): Koalition mit Bündnis 90/Die Grünen von 2001 bis 2002, mit PDS von 2002 bis 2007 und mit Linkspartei seit 2007. Auch 2011 konnte Wowereit mit einem neuen Koalitionspartner weiterregieren, weil die SPD mit 28,3 % stärkste Partei blieb.[17]

Wowereit erklärte im August 2014, sein Amt zum 11. Dezember 2014 zur Verfügung zu stellen. Seine Nachfolge wurde mittels eines Mitgliederentscheids der Berliner SPD entschieden. Um seine Nachfolge bewarben sich der Landesvorsitzende Jan Stöß, der Fraktionsvorsitzende Raed Saleh sowie der Senator für Stadtentwicklung und Bürgermeister Michael Müller.
Insgesamt hatten sich 11.136 der rund 17.200 Mitglieder an dazugehörigen Abstimmung beteiligt, das entspricht 64,8 %. Davon erhielt Müller 59,1 %. Der SPD-Landesvorsitzende Jan Stöß kam auf 20,8 % der Stimmen, Fraktionschef Raed Saleh auf 18,6 %.
- Michael Müller (2014–2021), gewählt am 11. Dezember 2014 mit den Stimmen der Regierungskoalition.

Müller trat bei der Abgeordnetenhauswahl 2021 nicht mehr an.
- Franziska Giffey (2021–2023), am 21. Dezember 2021 zur ersten Regierenden Bürgermeisterin gewählt, sie wurde am 27. April 2023 von Kai Wegner (CDU) abgelöst.

## Bürgermeister
Von Januar 1991 bis zum Juni 2001 koalierte die SPD mit der CDU als Juniorpartner. In dieser Zeit stellte sie mit den Bürgermeisterinnen Christine Bergmann (1991–1998), Annette Fugmann-Heesing (1998–1999) und Klaus Böger (1999–2001) die jeweiligen Stellvertreter des Regierenden Bürgermeisters Eberhard Diepgen.
In den ersten drei Senaten von Klaus Wowereit waren folgende SPD-Senatoren zusätzlich Bürgermeister von Berlin: Klaus Böger (2001–2002), Karin Schubert (2002–2006) und Ingeborg Junge-Reyer (2006–2011). Im vierten Senat Wowereit war Michael Müller neben seinem Amt als Senator für Stadtentwicklung und Umwelt Bürgermeister von Berlin. Mit dessen Wahl zum Regierenden Bürgermeister am 11. Dezember 2014 übernahm Arbeitssenatorin Dilek Kolat neben ihrem bisherigen Senatorenamt zusätzlich den Posten der Bürgermeisterin.
Seit April 2023 regiert die SPD erneut als Juniorpartner der CDU in einer schwarz-roten Koalition. Franziska Giffey, Regierende Bürgermeisterin von 2021 bis 2023, nimmt im Senat Wegner neben ihrem Amt als Senatorin für Wirtschaft, Energie und Betriebe auch das Amt als Bürgermeisterin wahr.

## Wahlergebnisse von 1946 bis 2023
| Wahl zum Abgeordnetenhaus | Spitzenkandidat   | SPD-Ergebnis | Sitze |
| ------------------------- | ----------------- | ------------ | ----- |
| 1946                      | Otto Ostrowski    | 48,7 %       | 63    |
| 1948                      | Ernst Reuter      | 64,5 %       | 60    |
| 1950                      | Ernst Reuter      | 44,7 %       | 61    |
| 1954                      | Otto Suhr         | 44,6 %       | 64    |
| 1958                      | Willy Brandt      | 52,6 %       | 78    |
| 1963                      | Willy Brandt      | 61,9 %       | 89    |
| 1967                      | Heinrich Albertz  | 56,9 %       | 81    |
| 1971                      | Klaus Schütz      | 50,4 %       | 73    |
| 1975                      | Klaus Schütz      | 42,6 %       | 67    |
| 1979                      | Dietrich Stobbe   | 42,7 %       | 61    |
| 1981                      | Hans-Jochen Vogel | 38,3 %       | 52    |
| 1985                      | Hans Apel         | 32,4 %       | 48    |
| 1989                      | Walter Momper     | 37,3 %       | 55    |
| 1990                      | Walter Momper     | 30,4 %       | 76    |
| 1995                      | Ingrid Stahmer    | 23,6 %       | 55    |
| 1999                      | Walter Momper     | 22,4 %       | 42    |
| 2001                      | Klaus Wowereit    | 29,7 %       | 44    |
| 2006                      | Klaus Wowereit    | 30,8 %       | 53    |
| 2011                      | Klaus Wowereit    | 28,3 %       | 47    |
| 2016                      | Michael Müller    | 21,6 %       | 38    |
| 2021                      | Franziska Giffey  | 21,4 %       | 36    |
| 2023                      | Franziska Giffey  | 18,4 %       | 34    |

(Quelle: Landeswahlleiterin)

SPD Wahl zum Abgeordnetenhaus von Berlin 2023

Nach dem Zweiten Weltkrieg fand 1946 die erste und bis zur deutschen Wiedervereinigung letzte berlinweite Wahl zum Abgeordnetenhaus statt. Zwischen 1948 und 1989 war diese Wahl nur in West-Berlin möglich; ab 1990 wurde das Abgeordnetenhaus wieder in ganz Berlin gewählt.
1948 sowie zwischen 1954 und 1975 errang die Berliner SPD die absolute Mehrheit im Abgeordnetenhaus.

## Opposition
Die SPD Berlins war von Oktober 1953 bis Januar 1955 und von Juni 1981 bis zum März 1989 nicht an der Regierung in Berlin beteiligt.
Sie ist damit diejenige Partei, die seit Kriegsende am längsten in Berlin (West) (mit-)regiert hat. In Berlin ist sie seit der Wiedervereinigung ununterbrochen an der Regierung beteiligt, auch wenn sie nicht immer den Regierenden Bürgermeister gestellt hat.

## Bundestagsabgeordnete
Stand: 2021
- Hakan Demir
- Helmut Kleebank
- Annika Klose
- Ruppert Stüwe